# サーフ・アンド・ターフ

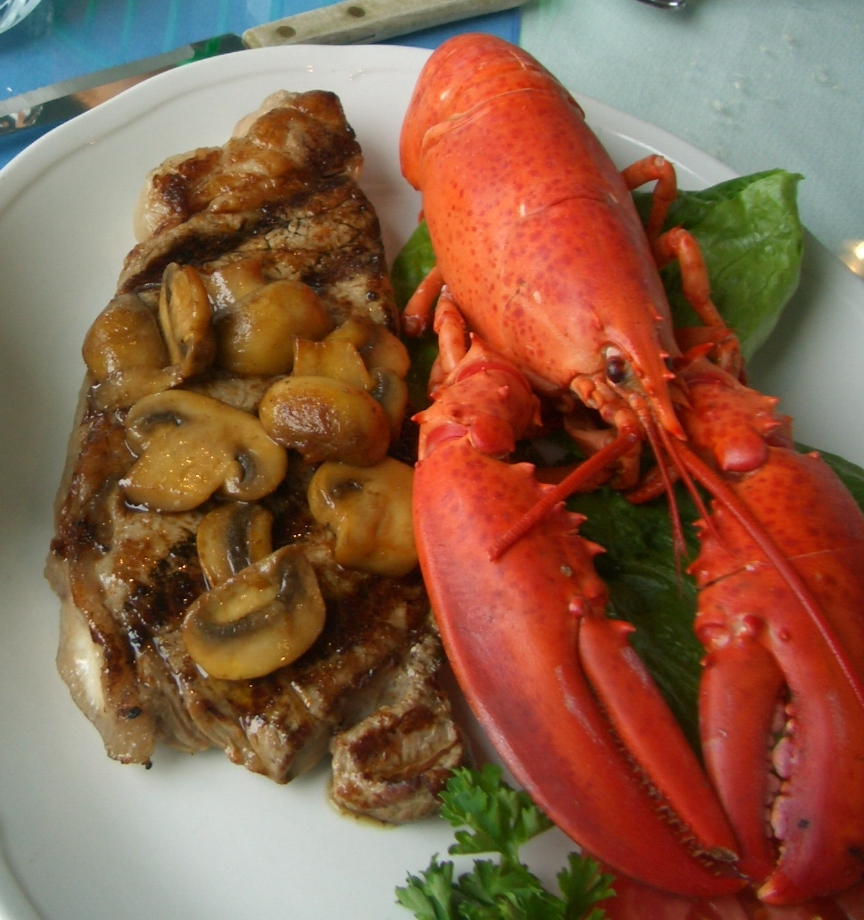
料理のサーフ・アンド・ターフの例
ロブスターとビーフステーキ（キノコソース）の盛り合わせ

サーフ・アンド・ターフ（英語: surf and turf）は英語の慣用句。
日本語に直訳すると「波と芝」であり、転じて「海と陸」の意味となる。
料理としてはステーキ（肉料理）とシーフードを同じ皿に盛り合わせた物をアメリカ合衆国で「サーフ・アンド・ターフ」と呼び、サーフィンとゴルフを共に楽しむ人や楽しむための集まり、ライフスタイルのことを「サーフ・アンド・ターフ」と呼ぶ。
この言葉は、多くのサーフポイントや、ゴルフ場が点在しているアメリカ合衆国西海岸が発祥とされる。
日本ではGDO茅ケ崎ゴルフリンクス（神奈川県茅ヶ崎市）で「I.W.ハーパー サーフ・アンド・ターフ イベント」というサーフィンのライディングスコアとゴルフのスコアで競い合い、アフターパーティーとしてステーキとシーフードのバーベキューを食するイベントが開催されたことがある。

## 料理
一例として、「ロブスターのグリルとビーフステーキ」、「ガーリックシュリンプとポークソテー」、「牡蠣とビースステーキ」といった組み合わせで、一皿に盛り付けた料理を「サーフ・アンド・ターフ」と呼ぶ。